# Mariene ecoregio Bandazee
De Mariene ecoregio Bandazee (131) (Engels: Banda Sea marine ecoregion) is een biogeografische regio en ligt in de overgang van de Grote Oceaan naar de Indische Oceaan in de Mariene provincie Westelijke Koraaldriehoek (30) in het Marien rijk Centrale Indo-Pacific. De mariene ecoregio is vastgesteld door het World Wide Fund for Nature en The Nature Conservancy en is vernoemd naar de Bandazee.
In het noorden en westen grenst het gebied aan de mariene ecoregio Celebeszee/Straat Makassar (128), in het noordwesten aan de mariene ecoregio Noordoostelijk Sulawesi (133), in het noorden aan de mariene ecoregio Halmahera (129), in het noordoosten aan de mariene ecoregio Papoea (130), in het oosten aan de mariene ecoregio Arafurazee (139), in het zuidoosten aan de mariene ecoregio Arnhemkust naar Golf van Carpentaria (140) en in het zuiden aan de mariene ecoregio Bonapartekust (141) en de mariene ecoregio Kleine Sunda-eilanden (132).

## Geografie
De mariene ecoregio ligt in de overgang van de Grote Oceaan naar de Indische Oceaan in het zuidoosten van Indonesië ten zuidoosten van Sulawesi rondom de zuidelijke Molukken. Het gebied ligt in de Molukse Zee, Seramzee, Bandazee, Floreszee en het noordelijkste deel van de Timorzee en strekt zich uit van de kust ten zuidoosten van de stad Kotamobagu op Sulawesi, via de Soela-archipel, rond de eilanden Buru en Seram, een groot deel van de Barat Daya-eilanden (zonder Wetar), de Tanimbar-eilanden, tot aan de zuidwest- en westkust van Sulawesi. Het omvat ook de wateren rondom de eilanden Muna en Buton.
Door het gebied stroomt de Indonesische doorstroom.

## Biogeografie
Het gebied kent zeeleven dat houdt van tropische temperaturen.